# Le Carré
Le Carré is een buurt (lieu-dit) in Luik, behorende tot Luik-Centrum.
De buurt wordt begrensd door de Boulevard de la Sauvenière, de Rue Pont d'Avroy, de Rue du Mouton Blanc/Rue Saint-Adalbert en de Rue de la Casquette. Het is een min of meer rechthoekige buurt, haaks doorsneden door enkele straten. Met name de Rue du Pot d'Or doorsnijdt de buurt, en loodrecht daarop staan nog enkele straten.
Le Carré is een uitgaanswijk, en men vindt er een groot aantal cafés, restaurants, bioscopen, theaters en dergelijke. Eén der bekendste is Le Forum, een art-deco-gebouw van 1922. Ook vinden er allerlei, vaak studentikoze, evenementen plaats.

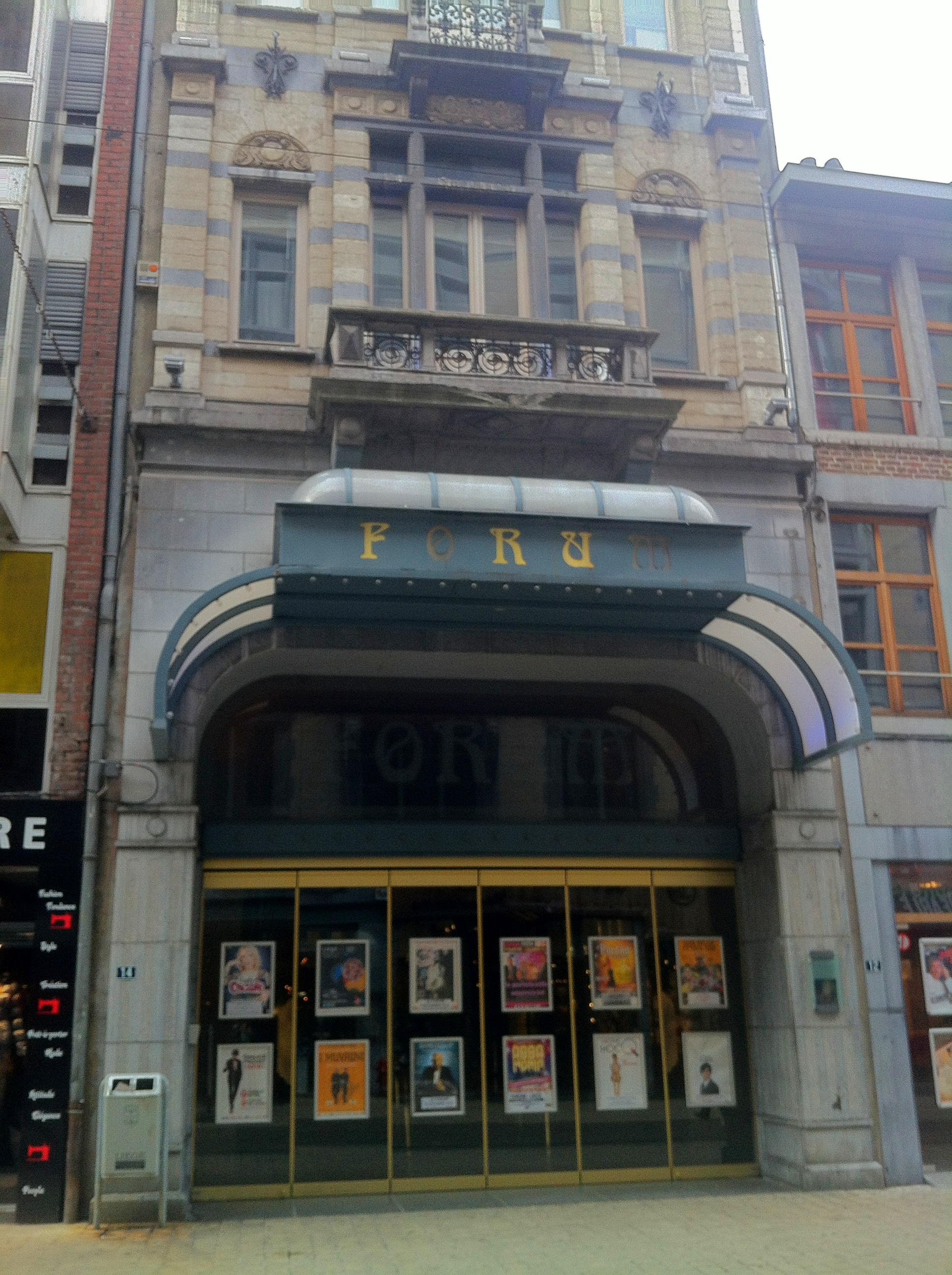
Le Forum
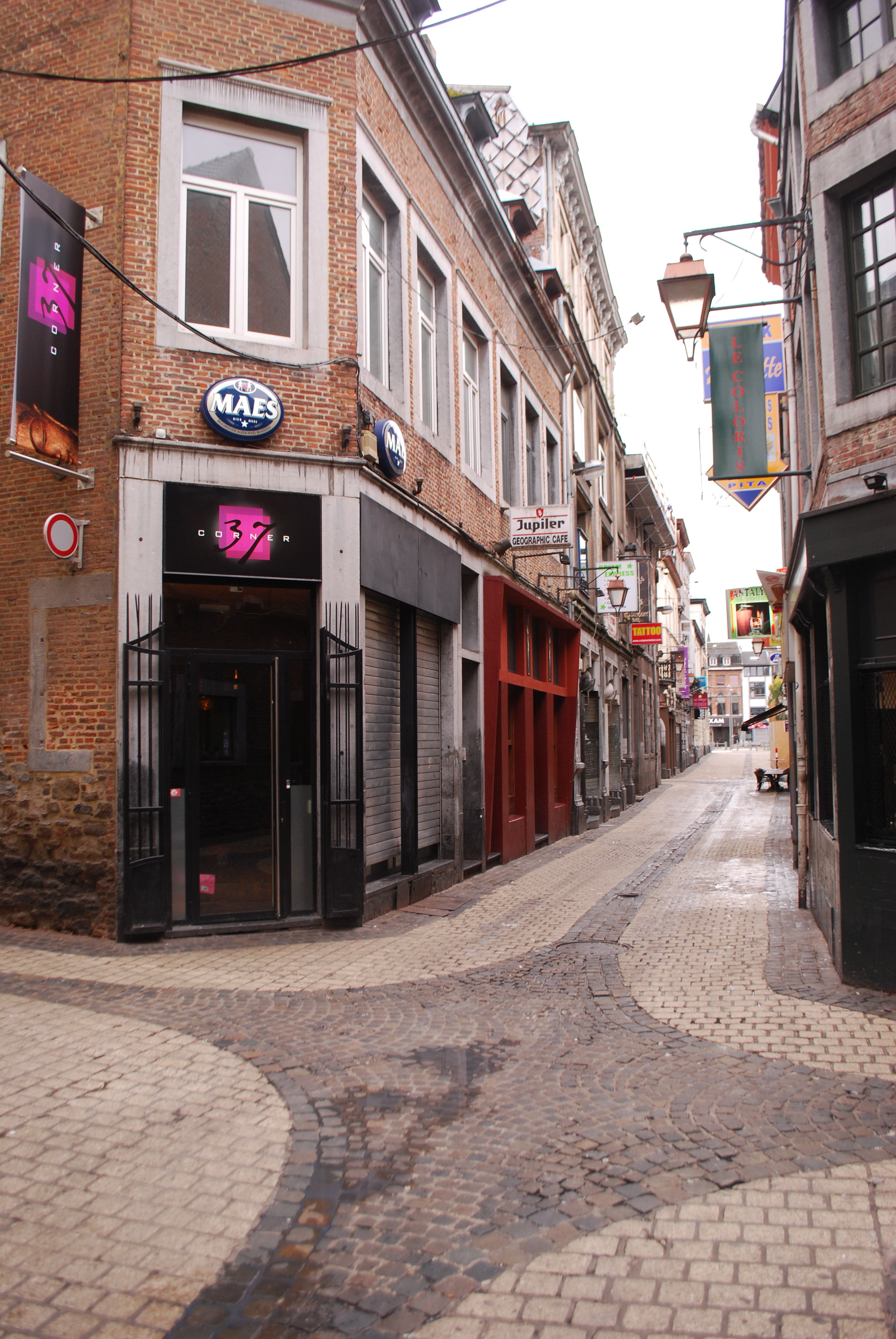
Kruising van de Rue du Pot d'Or met de Rue d'Amay en de Rue Saint-Jean-en Isle